# 台灣日治時期師範教育機關
台灣日治時期師範教育機關，記述日本在台灣日治時期於台灣設立的師範教育機構，同時介紹其在戰後的發展以便對照。

## 台北第一師範學校

### 戰前
- 1896年：設立台灣總督府國語學校。
- 1899年：設立台北師範學校（第一代）。
- 1902年：台北師範學校（第一代）廢止。
- 1918年：國語學校改名為台北師範學校（第二代）。
- 1927年：台北師範學校（第二代）分割為台北第一師範學校（今臺北市立大學）及台北第二師範學校（今國立臺北教育大學）。
- 1943年：與台北第二師範學校合併成為“台北師範學校”（第三代），成為該校預科，同時設立女子部（為南門校區）。芳蘭校區（原台北第二師範學校）收本科生。

### 戰後
- 1945年：由中華民國政府接收，改名為“臺灣省立臺北女子師範學校”。
- 1964年：升格為“臺灣省立臺北女子師範專科學校”，並改為五年制。
- 1967年：改隸臺北市，改名為“臺北市立女子師範專科學校”。
- 1978年：改名為“臺北市立師範專科學校”。
- 1987年：升格為“臺北市立師範學院”。
- 2005年：改名為臺北市立教育大學。
- 2013年：與臺北市立體育學院合併為臺北市立大學。

## 台北第二師範學校

### 戰前
- 1896年：設立台灣總督府國語學校。
- 1899年：設立台北師範學校（第一代）。
- 1902年：台北師範學校（第一代）廢止。
- 1918年：國語學校改名為台北師範學校（第二代）。
- 1927年：台北師範學校（第二代）分割為台北第一師範學校（今臺北市立大學博愛校區）及台北第二師範學校（今國立臺北教育大學）。
- 1943年：與台北第一師範學校合併成為“台北師範學校”（第三代）。原台北第一師範學校校區設預科，同時設立女子部（為南門校區）。芳蘭校區（原台北第二師範學校）收本科生。本年同時升格為專門學校。

### 戰後
- 1945年：由中華民國政府接收，自台北師範學校分離，改名為“臺灣省立臺北師範學校”。
- 1961年：升格為三年制“臺灣省立臺北師範專科學校”。
- 1963年：改制為五年制。
- 1987年：升格為“臺灣省立臺北師範學院”。
- 1991年：改隸教育部，改名為“國立臺北師範學院”。
- 2005年：改名為國立臺北教育大學。

## 台中師範學校

### 戰前
- 1899年：設立台中師範學校（第一代）。
- 1902年：台中師範學校（第一代）廢止。
- 1923年：設立台中師範學校（第二代）。
- 1943年：升格為專門學校。

### 戰後
- 1945年：由中華民國政府接收，改名為“臺灣省立臺中師範學校”。
- 1960年：升格為三年制“臺灣省立臺中師範專科學校”。
- 1963年：改制為五年制專科門學校。
- 1987年：升格為“臺灣省立臺中師範學院”。
- 1991年：改隸教育部，改名為“國立臺中師範學院”。
- 2005年：改名為國立臺中教育大學。

## 台南師範學校

### 戰前
- 1899年：設立台南師範學校（第一代）。
- 1904年：台南師範學校（第一代）廢止。
- 1918年：設立國語學校台南分校。
- 1919年：國語學校台南分校改名為“台南師範學校”（第二代）。
- 1943年：升格為專門學校。

### 戰後
- 1945年：由中華民國政府接收，改名為“臺灣省立臺南師範學校”。
- 1962年：升格為三年制“臺灣省立臺南師範專科學校”。
- 1963年：改制為五年制專科學校。
- 1987年：升格為“臺灣省立臺南師範學院”。
- 1991年：改隸教育部，改名為“國立臺南師範學院”。
- 2002年：改名為國立臺南大學，並轉型為綜合大學。

## 新竹師範學校

### 戰前
- 1940年：設立新竹師範學校。
- 1943年：與台中師範學校合併，成為該校預科。

### 戰後
- 1945年：由中華民國政府接收。
- 1946年：自臺灣省立臺中師範學校分離，改名為“臺灣省立新竹師範學校”。
- 1965年：升格為五年制“臺灣省立新竹師範專科學校”。
- 1987年：升格為“臺灣省立新竹師範學院”。
- 1991年：改隸教育部，改名為“國立新竹師範學院”。
- 2005年：改名為國立新竹教育大學。
- 2016年：併入國立清華大學。

## 屏東師範學校

### 戰前
- 1940年：設立屏東師範學校。
- 1943年：併入台南師範學院，成為該校預科。

### 戰後
- 1945年：由中華民國政府收，自台南師範學校分離，改名為“臺灣省立屏東師範學校”。
- 1965年：升格為五年制“臺灣省立屏東師範專科學校”。
- 1987年：升格為“臺灣省立屏東師範學院”。
- 1991年：改隸教育部，改名為“國立屏東師範學院”。
- 2005年：改名為“國立屏東教育大學”。
- 2014年：與國立屏東商業技術學院合併為國立屏東大學。

## 彰化青年師範學校

### 戰前
1944年（昭和19年）4月1日，彰化青年師範學校設立，位於彰化市南郭
借用臺中州立彰化商業學校校舍，與台北師範學校、台中師範學校、台南師範學校並立，直屬於台灣總督府文教局，以培養青年師資為目的，設本科，修業年限為2年；講習科，修業年限為1年。校友有沈英凱、鍾肇政等。

### 戰後
二次世界大戰後，由於無專用校舍，故以該校為「軍國教育與皇民化教育的溫床」為由廢止。

## 內部連結
- 台灣日治時期高等教育機構